# Bisbat de Bamberg

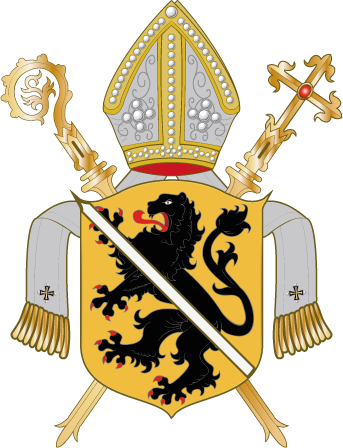
Escut del bisbat de Bamberg

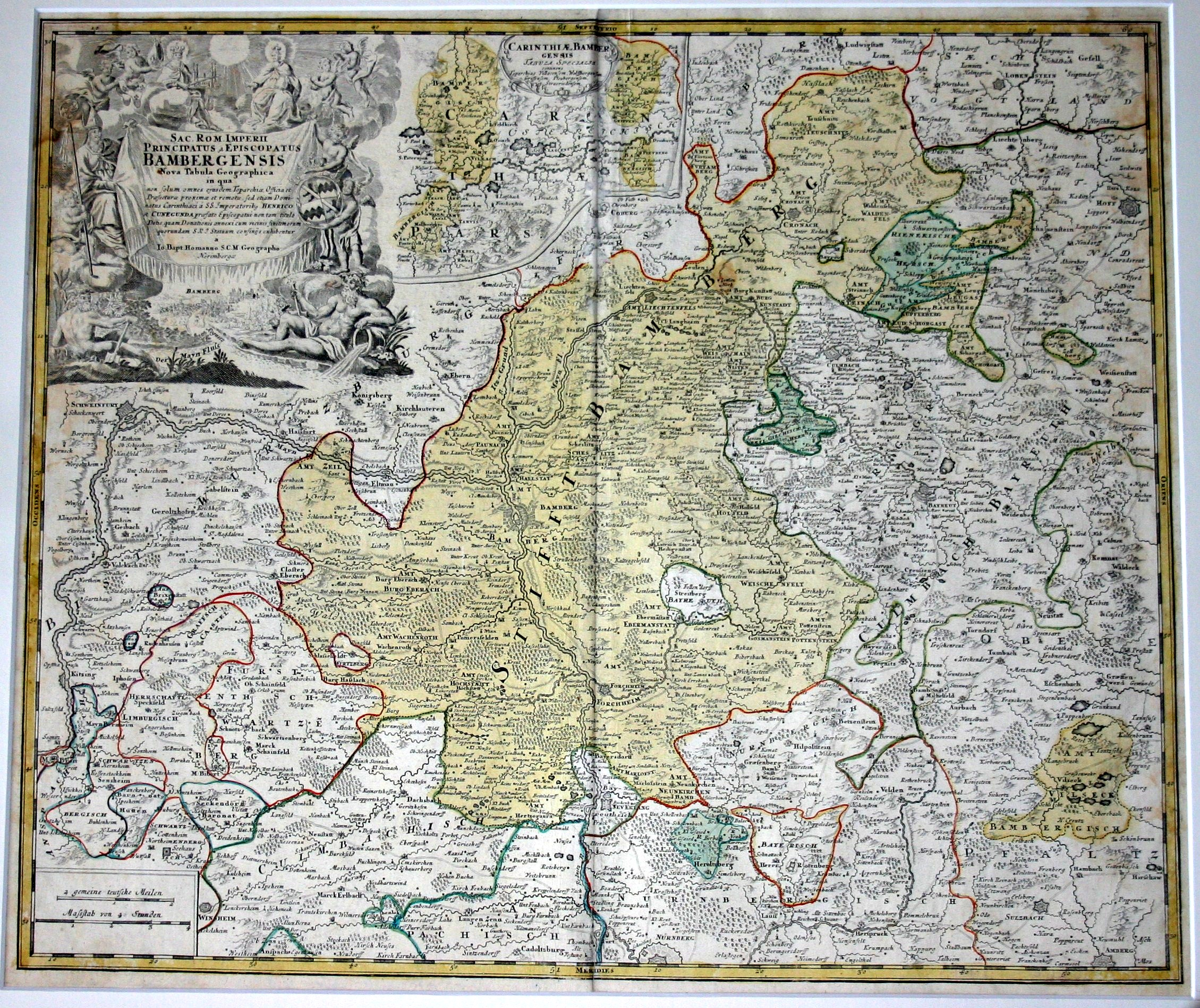
Mapa del bisbat de Bamberg

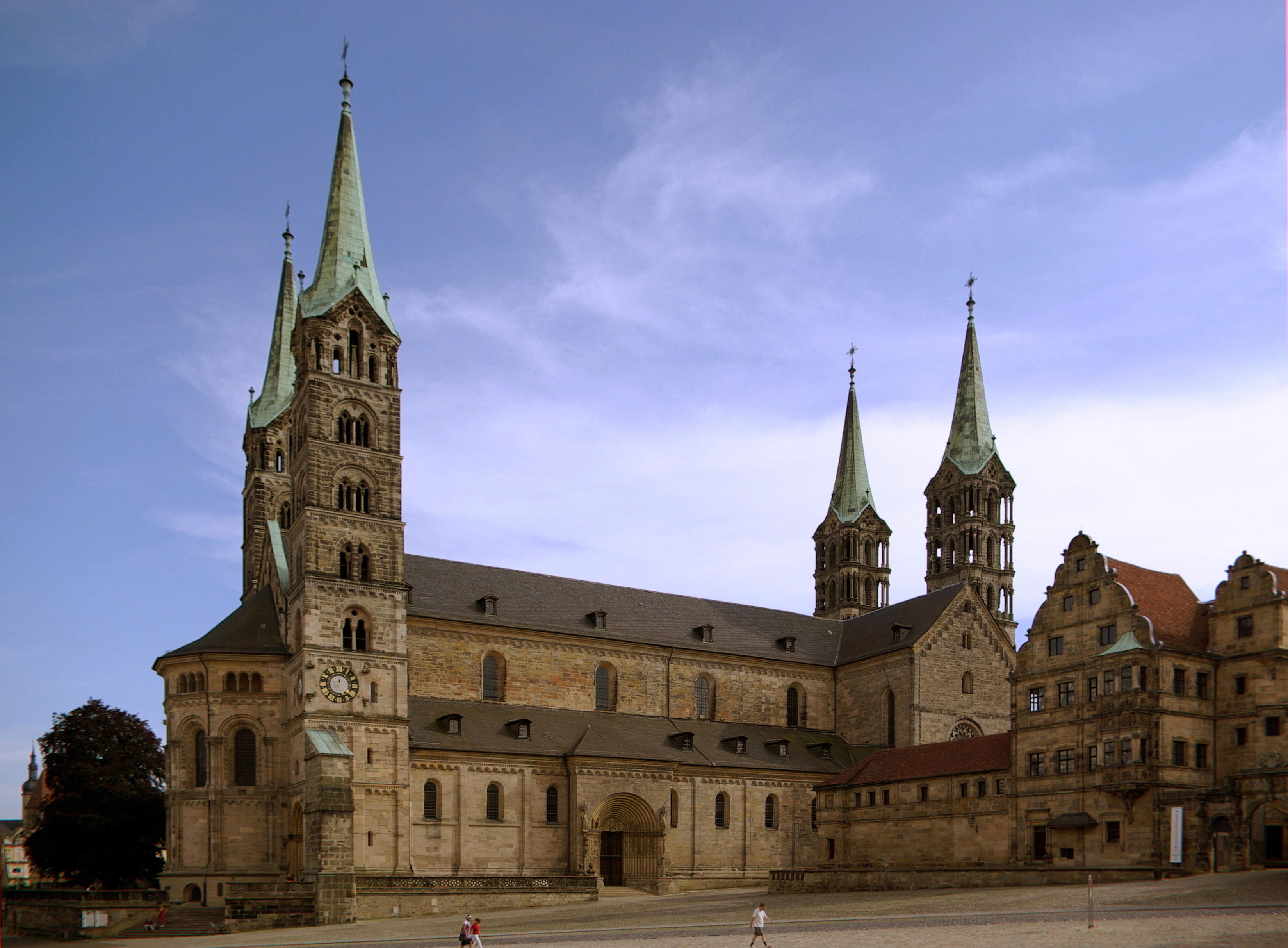
Catedral de Bamberg

El Bisbat de Bamberg fou establert el 1007 per afavorir l'extensió de cristianisme a Alemanya. L'estat eclesiàstic fou membre de l'Sacre Imperi Romanogermànic des d'aproximadament 1245 fins que fou inclòs a l'Electorat de Baviera el 1802.

## Estat
Els Bisbes de Bamberg rebien el títol de prínceps de l'Emperador Frederic II del Sacre Imperi Romanogermànic abans de la seva deposició per Innocenci IV lel 1245, per la qual cosa la diòcesi es convertia en un estat imperial immediat. Durant el segle xviii fou tiongut sovint conjuntament amb el veí bisbat de Würzburg. Feia frontera amb, entre d'altres, Würzburg a l'oest, el marcgraviat de Brandenburg-Ansbach i la Ciutat Lliure de Nuremberg al sud, el marcgraviat de Brandenburg-Bayreuth a l'est i el ducat de Saxònia-Coburg al nord.
La diòcesi també tenia grans possessions dins del ducat de Caríntia, incloent-hi les ciutats estratègicament importants de Villach, Feldkirchen, Wolfsberg i Tarvisio a la carretera transalpina a Venècia, així com Kirchdorf an der Krems a l'Arxiducat d'Àustria. L'emperadriu Maria Teresa I d'Àustria va comprar aquests territoris el 1759. Quan el Reichsdeputationshauptschluss de 1802 va fer Bamberg una part de Baviera, el bisbat tenia una àrea de 3580 km² i una població de 207.000 habitants.

## Història
Des de l'1 de novembre de 1007 i dues següents es va celebrar un sínode a la ciutat de Frankfurt del Main. Vuit arquebisbes i vint-i-set bisbes eren presents, dirigits per l'arquebisbe Willigis de Magúncia, així com l'emperador Enric II el Sant. El rei pretenia crear una diòcesi nova que ajudaria en la conquesta final de paganism a l'àrea al voltant de Bamberg. Però el territori dels wends a l'alt Main, el Wiesent, i l'Aisch havia pertangut a la Diòcesi Ode Würzburg des de l'organització dels bisbats centrals alemanys per Bonifaci de Fulda de manera que cap diòcesi nova no es podia crear sense el consentiment de l'ocupant de la seu. El bisbe Enric I de Würzburg no va posar cap objecció a abandonar part del seu territori, especialment perquè el rei prometia que elevaria a Würzburg a arquebisbat i donar-li un territori equivalent a Meiningen. El consentiment del papa Joan XVII es va obtenir igualment, però l'elevació de Würzburg a arquebisbat resultava impracticable a causa de les reserves de Willigis, i el bisbe Enric finalment retirava el seu consentiment.

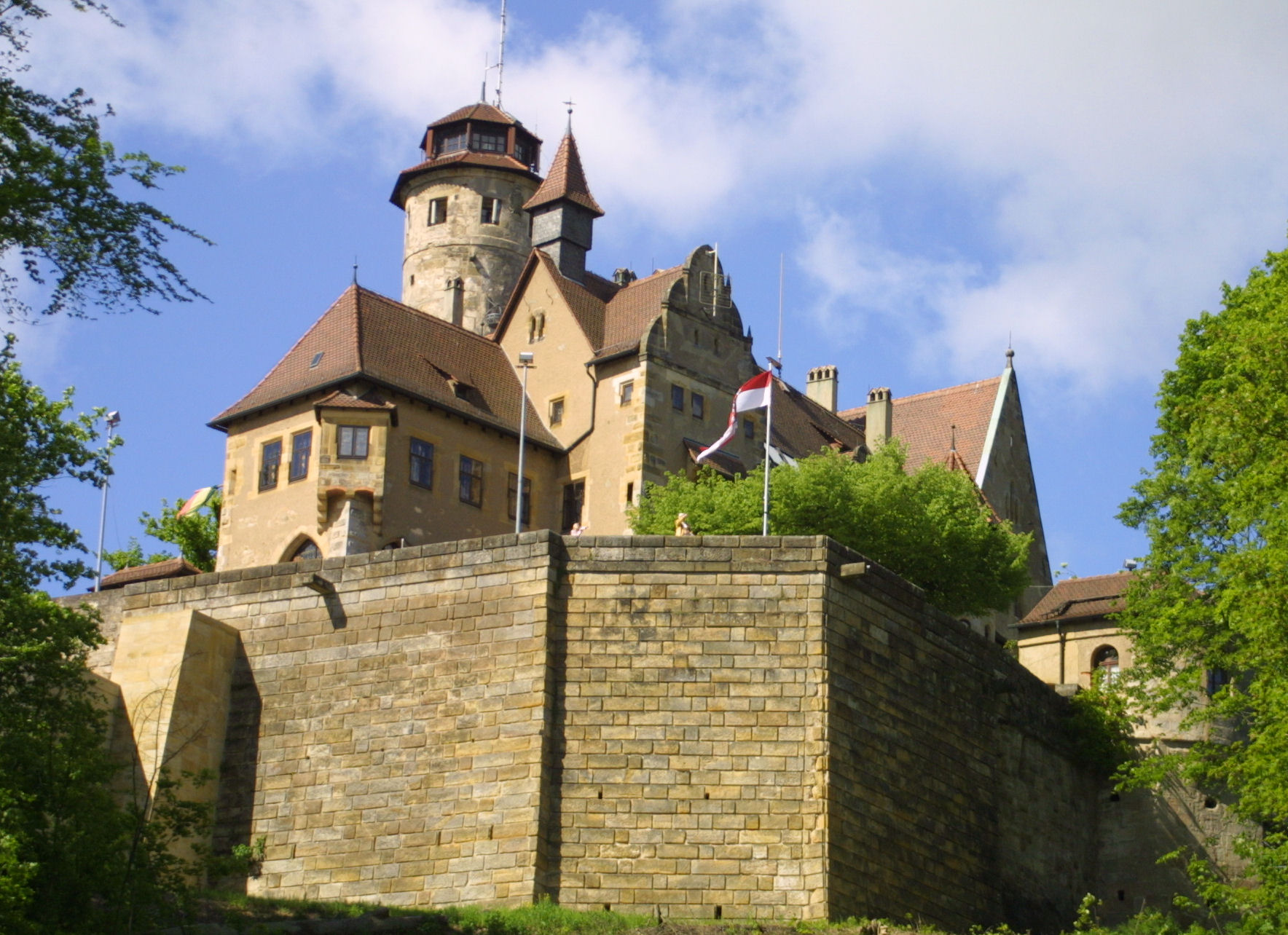
Altenburg Castell residència dels prínceps-bisbes de Bamberg de 1305 a 1553

No obstant això després d'altres concessions, el rei Enric II obtenia el consentiment per a la fundació de la diòcesi de Bamberg amb parts de les diòcesis de Würzburg i - més tard - la Diòcesi d'Eichstätt. Bamberg quedava directament subordinat a Roma. També es va decidir que Eberard, el canceller reial, seria ordenat per l'arquebisbe Willigis de Magúncia, per ser el cap de la nova diòcesi de frontera. La nova diòcesi va rebre valuoses donacions al sínode confirmat per documents, per constituir una fundació sòlida.
Enric II volia el famós rigor monàstic del capítol de la catedral de Hildesheim (el mateix Enric va ser educat allà) i va connectar totes les esglésies sota el seu control, incloent-hi la seva diòcesi favorita de Bamberg. Els set pròxims bisbes foren nomenats pels emperadors, després de lo qual l'elecció canònica lliure fou la regla. El successor immediat d'Eberard, Suidger de Morsleben, es convertia en papa el 1046 com Climent II. Era l'únic papa que fou enterrat al nord dels Alps, a la catedral de Bamberg. Al segle xiii la diòcesi gradualment esdevenia un principat territorial, i els seus bisbes adquirien una precedència secular després dels arquebisbes; el bisbe Enric I de Bilversheim (1242-57) fou el primer Príncep-bisbe.
El quarantè bisbe, Jordi III de Limburg (1505-22) es va inclinar cap a la Reforma Protestant, provocant un brot social violent sota el seu successor Weigand (1522-56), i la ciutat va patir severament a la Segona Guerra del Marcgravi (1552-54), així com en la Guerra dels Trenta Anys, quan fou posat sota la jurisdicció de Bernard, el nou duc de Francònia.
A la Pau de Westfàlia (1648), els bisbes recobraren les seves possessions; però aquestes foren envaïdes pels exèrcits revolucionaris francesos, i el 1802 l'annexionaven a Baviera. Des de 1808 a 1817 el bisbat va estar vacant; però pel Concordat Bavarès d'aquest darrer any, va esdevenir un arquebisbat, amb Würzburg, Speyer, i Eichstädt com sufraganis.

## Bisbes de Bamberg, 1007-1803
- Eberard I 1007-1040
- Suidger von Morsleben 1040-1046 (després papa Climent II)
- Hartwig von Bogen 1047-1053
- Adalbert de Carítia 1053-1057
- Günther 1057-1065
- Hermann I von Formbach 1065-1075
- Rupprecht 1075-1102
- Otó I de Mistelbach 1102-1139
- Egilbert 1139-1146
- Eberhard II von Otelingen 1146-1170
- Hermann II von Aurach 1170-1177
- Otto II von Andechs 1177-1196
- Thimo von Lyskirch 1196-1201
- Konrad von Ergersheim 1202-1203
- Ekbert von Andechs 1203-1231
- Siegfried von Öttingen 1231-1238
- Poppo von Andechs 1238-1242
- Heinrich I von Bilversheim 1242-1257
- Wladeslaw of Silesia 1257
- Berthold von Leiningen 1257-1285
- Mangold von Neuenburg 1285 (Bisbe de Würzburg 1287-1303)
- Arnold von Solms 1286-1296
- Leopold I von Grundlach 1296-1303
- Wulfing von Stubenberg 1304-1318
- Ulrich von Schlusselberg 1319
- Konrad von Giech 1319-1322
- Johannes von Schlackenwerth 1322-1324
- Heinrich II von Sternberg 1324-1328
- Werntho Schenk von Reicheneck 1328-1335
- Leopold II von Egloffstein 1335-1343
- Friedrich I von Hohenlohe 1344-1352
- Leopold III of Bebenburg 1353-1363
- Friedrich II von Truhendingen 1363-1366
- Lluís de Meissen 1366-1374
- Lamprecht von Brunn 1374-1399
- Albrecht von Wertheim 1399-1421
- Friedrich III von Aufsess 1421-1431
- Anton von Rotenhan 1431-1459
- Georg I von Schaumberg 1459-1475
- Philipp von Henneberg 1475-1487
- Heinrich Groß von Trockau 1487-1501
- Veit Truchseß von Pommersfelden 1501-1503
- Georg Marschalk von Ebnet 1503-1505
- Georg Schenk von Limpurg 1505-1522
- Weigand von Redwitz 1522-1556
- Georg Fuchs von Rügheim 1556-1561
- Veit von Würzburg 1561-1577
- Johann Georg Zobel von Giebelstadt 1577-1580
- Martin von Eyb 1580-1583
- Ernst von Mengersdorf 1583-1591
- Neytard von Thüngen 1591-1598
- Johann Philipp von Gebsattel 1599-1609
- Johann Gottfried von Aschhausen 1609-1622 (Bisbe de Würzburg 1617-1622)
- Johann Georg Fuchs von Dornheim 1623-1633
- Franz von Hatzfeld 1633-1642 (Bisbe de Würzburg 1631-1642)
- Melchior Otto von Voit von Salzburg 1642-1653
- Philipp Valentin Albrecht Voit von Rieneck 1653-1672
- Peter Philipp von Dernbach 1672-1683
- Marquard Sebastian von Schenk von Stauffenberg 1683-1693
- Lothar Franz von Schönborn 1693-1729
- Friedrich Karl von Schönborn 1729-1746 (bisbe de Würzburg)
- Johann Philipp Anton von Franckenstein 1746-1753
- Franz Konrad von Stadion und Thannhausen 1753-1757
- Adam Friedrich von Seinsheim 1757-1779 (també bisbe de Würzburg)
- Franz Ludwig von Erthal 1779-1795 (també bisbe de Würzburg)
- Christoph Franz von Buseck 1795-1802